# Resolució espectral
La resolució espectral o poder de resolució és una mesura del poder de separació d'un espectrògraf de l'espectre electromagnètic, correspon a l'interval de longituds d'ona més petit que es poden separar. Com més gran sigui la resolució, més detallat serà l'espectre que se'n podrà obtenir i es podran separar i mesurar ratlles d'intensitat i profunditat més feble.
Habitualment es defineix com:
{\displaystyle R={\frac {\lambda }{\Delta \lambda }},}
on λ és la longitud d'ona utilitzada per calcular o mesurar el calibratge, Δλ és la diferència més petita de longitud d'ona que es pot diferenciar. Per exemple, un espectrògraf com el STIS (Space Telescope Imaging Spectrograph, que va funcionar al Telescopi espacial Hubble fins al 2004)) podia separar diferències de longitud d'ona de 0,17 nm per a una longitud d'ona de 1000 nm, això donava una resolució espectral de 5.900.
La resolució espectral també pot ser expressada en termes de velocitat, llavors descriu la diferència entre velocitats que es pot diferenciar a partir de l'efecte Doppler. En aquest cas la definició seria:
{\displaystyle R=c\left({\frac {\Delta \lambda }{\lambda }}\right),}
on c és la velocitat de la llum. En el cas del STIS de l'exemple anterior, tindria una resolució espectral de 51 quilòmetres per segon.